# Gubernia Erevan
Gubernia Erevan (în rusă Эриванская губернія; în armeană Երևանի նահանգ) a fost una dintre guberniile Viceregatului Caucazian din Imperiul Rus, cu centrul în Erevan. Avea o suprafață de 27.830 de kilometri pătrați. Teritoriul ei corespundea aproximativ cu ceea ce este acum cea mai mare parte a Armeniei centrale, provincia Iğdır a Turciei și exclava Nahicevan din Azerbaidjan. La sfârșitul secolului al XIX-lea se învecina cu Gubernia Tiflis la nord, Gubernia Elisabethpol la est, Oblastul Kars la vest, și Persia și Imperiul Otoman la sud.
În 1828, hanatele Erevan și Nahichevan au fost anexate de la Persia de către Imperiul Rus, în conformitate cu Tratatul de la Turkmenchay. Ele au fost incluse într-o singură unitate administrativă numită Oblastul Armean. În 1850 regiunea a fost reorganizat într-o gubernie și prin 1872 era formată din șapte uezduri. Louis Joseph Jérôme Napoleon (1864-1932), nepotul lui Napoleon I, a fost numit guvernator în 1905 pentru a contribui la pacificarea guberniei după conflictele armeano-tătare.

## Diviziuni administrative
Gubernia Erevan a fost formată din următoarele uezduri:
| Nr. | Uezd             | Centru administrativ | Suprafață (km2) | Populație (1897) |
| --- | ---------------- | -------------------- | --------------- | ---------------- |
| 1   | Aleksandropol    | Aleksandropol        | 3.759,8         | 168.435          |
| 2   | Nahicevan        | Nahicevan            | 3.858,8         | 86.878           |
| 3   | Novo-Baiazet     | Novo-Baiazet         | 6.123,8         | 112.111          |
| 4   | Surmali          | Igdîr                | 3.245,0         | 88.844           |
| 5   | Șarur-Daralagioz | Baș-Norașen          | 2.972,3         | 76.551           |
| 6   | Erevan           | Erevan               | 3.032,0         | 127.072          |
| 7   | Ecimiadzin       | Vagharshapat         | 3.858,0         | 124.643          |

## Demografie
Potrivit recensământului rus din 1897, Gubernia Erevan avea 829.556 locuitori. 56% din populația guberniei era formată din armenii, 37,5% erau tătari (actualii azeri). Azerii locuiau în majoritate în uezdurile Erevan, Nahichevan, Șarur-Daralagioz și Surmali; alte trei uezduri erau predominant armene. Alte minorități etnice ale guberniei erau kurzi (5.9%), ruși (2.1%), precum și un număr mai mic de asirieni, greci, georgieni, evrei, polonezi și țigani.

### Grupuri etnice în 1897
Grupurile etnice din Gubernia Erevan erau următoarele potrivit recensământului rus din 1897.
| Uezd             | Armeni | Azeri | Kurzi | Ruși | Asirieni |
| TOTAL            | 53,2%  | 37,8% | 6,0%  | 1,6% | ...      |
| ---------------- | ------ | ----- | ----- | ---- | -------- |
| Aleksandropol    | 85,5%  | 4,7%  | 3,0%  | 3,4% | ...      |
| Nahichevan       | 34,4%  | 63,7% | ...   | ...  | ...      |
| Novo-Baiazet     | 66,3%  | 28,3% | 2,4%  | 2,2% | ...      |
| Surmali          | 30,4%  | 46,5% | 21,4% | ...  | ...      |
| Șarur-Daralagioz | 27,1%  | 67,4% | 4,9%  | ...  | ...      |
| Erevan           | 38,5%  | 51,4% | 5,4%  | 2,0% | 1,5%     |
| Ecimiadzin       | 62,4%  | 29,0% | 7,8%  | ...  | ...      |

## Guvernatori
Lista guvernatorilor Guberniei Erevan.
- 1849 - 1859 Ivan Nazarov
- 1860 - 1862 Mihail Astafev
- 1862 - 1863 Nikolai Koliubakin
- 1863 - 1865 Aleksei Haritonov
- 1869 - 1873 Nikolai Karmalin
- 1873 - 1880 Mihail Roslavlev
- 22 martie 1880 - 22 decembrie 1890 Mihail Șalikov
- 2 februarie 1891 - 16 noiembrie 1895 Aleksandr Frese
- 20 februarie 1896 - 1916 Vladimir Tiesenhausen
- 1905 Louis Joseph Jérôme Napoleon
- 1905 - 1906 Maksud Alihanov-Avarski
- 1916 - 1917 Arkadi Strelbițki
- 14 martie 1917 - noiembrie 1917 V. A. Harlamov
- noiembrie 1917 Avetis Agarian
- 1917-1917 Sokrat Tiurosian